# Џун Парк (Флорида)
Џун Парк (енгл. June Park) насељено је место без административног статуса у америчкој савезној држави Флорида.

## Демографија
По попису из 2010. године број становника је 4.094, што је 273 (-6,3%) становника мање него 2000. године.
| Група             | 2000.         | 2010.         |
| Белци             | 4.149 (95,0%) | 3.653 (89,2%) |
| Афроамериканци    | 33 (0,8%)     | 48 (1,2%)     |
| Азијати           | 53 (1,2%)     | 57 (1,4%)     |
| Хиспаноамериканци | 100 (2,3%)    | 214 (5,2%)    |
| Укупно            | 4.367         | 4.094         |